# しらゆき べにばら
「しらゆき べにばら」（独: Schneeweißchen und Rosenrot, KHM161）は、グリム童話のひとつ。「雪白と薔薇紅」あるいは「白薔薇 紅薔薇」とも。
1889年に出版された、アンドルー・ラング世界童話集のあおいろの童話集 (Blue Fairy Book) に収録されている。

## あらすじ

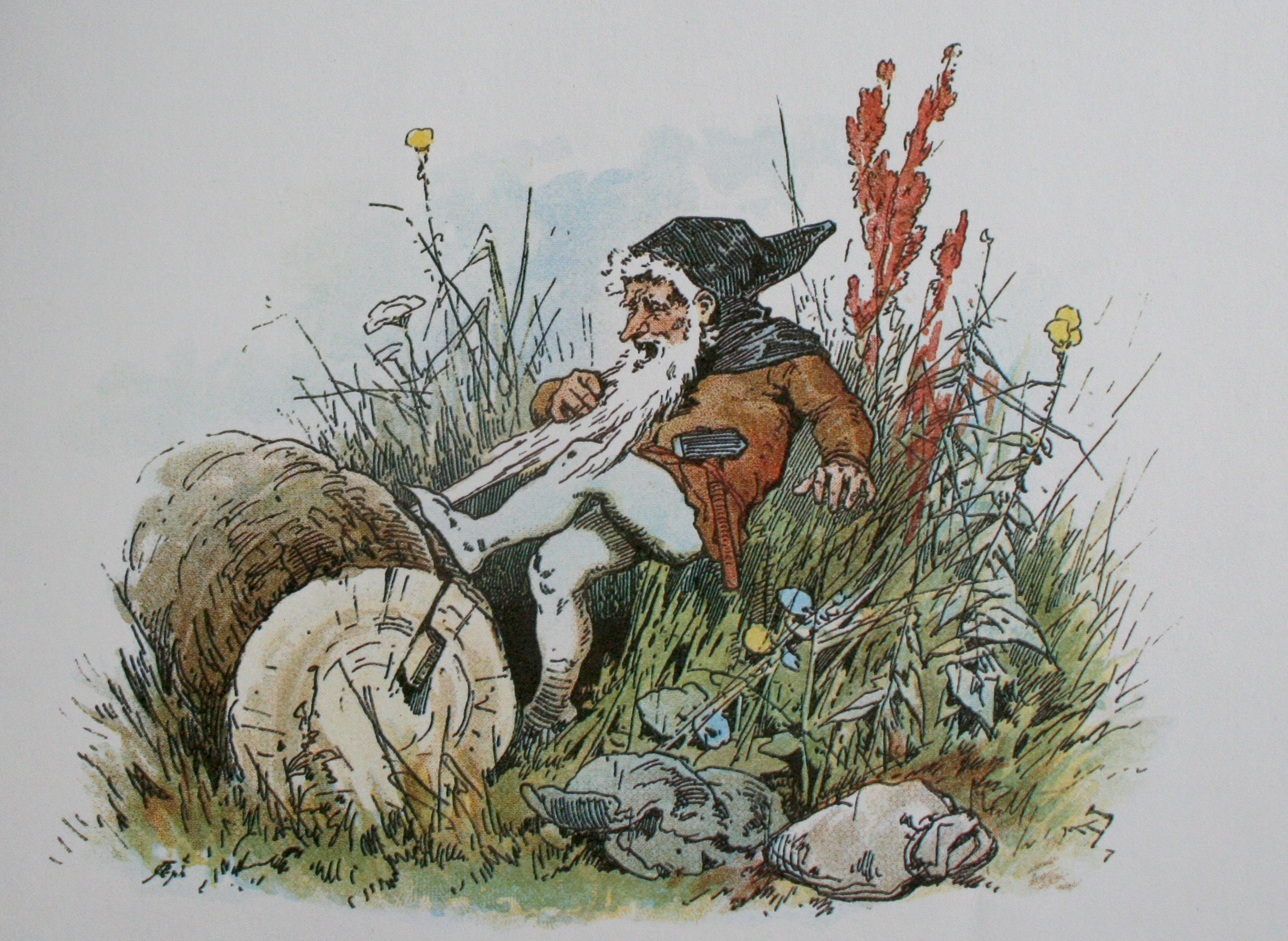
倒木に髭を挟まれて困り果てる小人

ある家の庭には二本のバラの木が生えていた。一方は白い花をつけ、もう一方は赤い花をつけていたので、その家に暮らす二人の娘はそれぞれ「しらゆき」と「べにばら」と名付けられた。
貧しいながらも、姉妹は母親とともに幸せな生活を送っていた。
ある夜、誰かが家の戸をノックしたため、母はべにばらにドアを開けるよう命じた。すると、大きな熊がドアに頭を打ち付けていた。
皆がパニックに陥る中、熊は「わたしはあなたたちを襲うつもりはありません。寒いので、ちょっと暖かくしていただきたいと思い、あなたたちのもとを訪れました」と言った。
母は熊を中に入れ、姉妹に怖がる必要がないと言った。
姉妹と熊は仲良くなり、それ以来熊も毎日その一家のもとを訪れるようになった。
春になったとき、熊は森にある宝物を邪悪な小人から守るために、一家のもとを離れなくてはならないと姉妹に告げた。家を出ようとした熊の毛皮がコートかけに引っかかり、一瞬金色の何かが光るのをしらゆきは目にした。
それから少しして、姉妹が薬草を採りに行くと、小人が倒木に髭を挟まれて悪戦苦闘している場面に遭遇した。小人は横暴な態度で助けを求め、姉妹は髭を引き抜こうとしたがうまくいかず、結局しらゆきがはさみで髭を切った。小人は木の根元から黄金の入ったカバンを取り出すと、姉妹に礼を言うどころか悪態をつきながら去っていった。
また少し経ったある日、姉妹が魚釣りに行くと、例の小人が釣り糸に絡まって悪戦苦闘している様子に遭遇した。釣り糸の先には大きな魚がかかっており、魚が暴れるたびに釣り糸が絡まり、川へ落ちそうになっていた。姉妹は釣糸をほどこうとしたがうまくいかず、結局姉妹がはさみで髭を切った。小人は悪態をついた後、草陰から真珠の入った袋を手にどこかへ去っていった。
その出来事から少しして、姉妹が買い物へ行く途中、例の小人が鳥にさらわれそうになっている場面に遭遇した。姉妹は小人を助けたが、小人は再び悪態をついて去っていった。買い物から帰る途中、姉妹は小人が洞窟で宝石を並べているのを見かけ、そのまま立ち止まって眺めていた。小人は姉妹に気付いて去ろうとするが、そこへ冬の間姉妹の世話になった熊がやってきた。小人は命乞いをするが、熊は耳を傾けることなく、前足で小人を殴り殺した。
姉妹は恐怖のあまり逃げ出そうとしたが、「怖がることはない」という声が後ろからした。振り向くと、熊の毛皮が取れ、金髪の美青年がそこに立っていた。青年は「わたしは王子で、小人に財宝を奪われた挙句、熊にされる呪いをかけられ、小人が死ぬことによって呪いが解けた」と話した。
かくして、しらゆきは王子と結婚し、べにばらは王子の弟と結婚した。そして、姉妹の母は、娘たちのそばで暮らし、その傍らには白いバラの木と赤いバラの木があった。

## 出版
- 『しらゆきべにばら ― グリム童話』バーバラ・クーニー挿絵、鈴木晶訳、ほるぷ出版、1995年